# Colégio Militar do Rio de Janeiro
O Colégio Militar do Rio de Janeiro (CMRJ), conhecido como Casa de Thomaz Coelho, é uma escola militar pública localizada no bairro da Tijuca, Rio de Janeiro, Brasil. Fundado em 1889, é o primeiro e mais antigo colégio do Sistema Colégio Militar do Brasil (SCMB), subordinado à Diretoria de Educação Preparatória e Assistencial (DEPA) do Exército Brasileiro. Atende cerca de 1.800 alunos nos ensinos fundamental II e médio, sendo reconhecido por sua excelência acadêmica e tradições militares.

## História

### Origens e Fundação
A história do CMRJ remonta às terras da Chácara Pedra da Babilônia, que, desde o século XVI, pertenceram à Companhia de Jesus. Em 1759, com a expulsão dos jesuítas, as terras passaram ao Fisco Real e foram leiloadas. Em 1762, Manoel Luís Vieira adquiriu a área, que foi revendida e dividida ao longo dos anos. Em 1816, Antônio Alves da Silva Pinto tornou-se o único proprietário da chácara, que, após sua falência e suicídio em 1866, foi leiloada e adquirida pelo Barão de Mesquita. Em 1889, a Fazenda Nacional comprou a propriedade por 220 contos de réis para instalar o colégio.
O CMRJ foi fundado como Imperial Collegio Militar da Corte pelo Decreto Imperial nº 10.202, de 9 de março de 1889, assinado pelo Ministro da Guerra Thomaz José Coelho D’Almeida. A aula inaugural ocorreu em 6 de maio de 1889, ministrada pelo Barão Homem de Melo, marcando o início das atividades com 44 alunos. Com a Proclamação da República, passou a ser chamado de Colégio Militar do Rio de Janeiro em 1912, após a criação de outros colégios militares.

### Evolução Histórica
No século XX, o CMRJ consolidou sua estrutura com a construção de pavilhões como o Marechal Ribeiro Guimarães (1892) e o Marechal Costallat (1893), além da Biblioteca e laboratórios. Em 1906, foi inaugurado o busto de Thomaz Coelho, e em 1939, no cinquentenário, o colégio recebeu a visita do presidente Getúlio Vargas. Em 1989, no centenário, foi admitida a primeira turma feminina. Em 2000, o Palacete Babilônia foi tombado pelo IPHAN, e em 2023, o CMRJ recebeu a Medalha do Pacificador.

## Subordinação
O CMRJ é subordinado à DEPA, órgão do Exército Brasileiro responsável pela gestão do SCMB, sediada no Rio de Janeiro.

## Comandante Atual
O atual comandante do CMRJ é o Coronel Victor José Queiroz Cabral, que assumiu o cargo em 2024, vindo do Comando Militar do Norte, em Belém.

## Estrutura
Localizado na Rua São Francisco Xavier, 267, Tijuca, o CMRJ ocupa a antiga Chácara Pedra da Babilônia, com 120.000 m², sendo 35.000 m² de área construída. O colégio é dividido em dois platôs: o inferior, para o Ensino Fundamental, com os pavilhões Felisberto de Menezes e Alexandre Carlos Barreto, e o superior, para o Ensino Médio, com os pavilhões Marechal Ribeiro Guimarães e Marechal Costallat. Possui biblioteca, laboratórios, auditório, campo de futebol, quadras poliesportivas, pista de atletismo, ginásio, dojô, sala de esgrima, complexo aquático, e instalações de equitação. Conta com cerca de 100 professores e 150 funcionários.

## Projeto Pedagógico
O CMRJ segue o Projeto Pedagógico do SCMB (PP/SCMB), alinhado à Base Nacional Comum Curricular (BNCC) e à Lei de Diretrizes e Bases da Educação (LDB), com disciplinas como Matemática, Português e Educação Moral e Cívica (EMC), além de instrução cívico-militar. Oferece aulas de reforço presenciais e via EBVirtual, além de preparação para carreiras militares e vestibulares. A Seção de Apoio Pedagógico (SAP) e a Seção Psicopedagógica (SecPsc) auxiliam no desenvolvimento dos alunos.

## Processo Seletivo
O ingresso ocorre por concurso público anual, com vagas para o 6º ano do Ensino Fundamental e 1º ano do Ensino Médio, exigindo provas de Matemática e Português, além de exames médicos. Dependentes de militares têm vagas reservadas por amparo legal.

## Desempenho Acadêmico
O CMRJ registra IDEB de 6,5 no Ensino Fundamental II (2019), acima da média estadual (4,9) e nacional (4,9). No ENEM, alcança médias acima de 570 pontos, com aprovações em vestibulares como UFRJ.

## Símbolos e Tradições
O lema do CMRJ é "Um belo começo...". A data de 6 de maio é celebrada como o aniversário do colégio. A Canção do CMRJ, com letra de José Ramos da Silva Neto e música de Adelgício Corrêa de Almeida, é executada em formaturas. A Saudação Escolar, uma tradição iniciada no CMRJ, é usada em todo o SCMB. A Legião de Honra reconhece alunos que exemplificam os valores do colégio.

## Eventos Notáveis

### Ingresso das Meninas
Em 1989, o CMRJ admitiu sua primeira turma feminina. Em 2005, Priscila Alvares tornou-se a primeira Coronel-Aluna, e em 2015, Letícia Cardoso foi a primeira menina a entrar para o Pantheon Literário.

### Suicídio de Celestino Netinho
Em maio de 1990, o aluno Celestino José Rodrigues Neto (Netinho) cometeu suicídio após ser humilhado publicamente por supostamente colar em uma prova de geografia, gerando debates sobre o regime disciplinar do colégio.

### Assassinato de Horácio Lucas
Em abril de 1954, o aluno Horácio Antônio da Fonseca Lucas foi morto durante uma briga entre alunos do CMRJ e da Escola Técnica Nacional (ETN), evidenciando tensões entre instituições da época.

## Patrimônio Histórico
O Palacete Babilônia, a Alameda de Palmeiras Imperiais e o passeio em pedras portuguesas foram tombados pelo DGPC da Prefeitura do Rio de Janeiro em 1994 e pelo IPHAN em 2000. Em 2023, iniciaram-se atividades para transformar o Palacete em um museu.